# The Oregon Trail (computerspel)
The Oregon Trail is een computerspel ontwikkeld door Don Rawitsch, Bill Heinemann en Paul Dillenberger. Het tekstgebaseerde strategiespel verscheen voor het eerst in de VS op 3 december 1971 en werd vanaf 1975 geproduceerd door het Minnesota Educational Computing Consortium (MECC).

## Spel
Het spel werd door Rawitsch, Heinemann en Dillenberger ontwikkeld als een educatief spel voor kinderen over het pioniersleven van de Oregon Trail, een meer dan 3400 km lange historische route in de Verenigde Staten.
In het spel neemt de speler de rol aan van groepsleider en moet zorgen voor voedsel en voldoende voorraad door te jagen. Onderweg maakt de speler keuzes in verschillende situaties, zoals bij hevige weersinvloeden en herstel van huifkarren.
De oorspronkelijke versie van het spel bevat alleen tekst, dit omdat het werd ontwikkeld op een teleprinter. Latere porteringen kregen zeer eenvoudige graphics, zoals voor de Apple II, Atari 8 bit en Commodore 64. Ook vervolgdelen, eveneens getiteld The Oregon Trail, zijn door meerdere uitgevers gepubliceerd en worden beschouwd als aangepaste versies van het oorspronkelijke spel.

## Trivia
- Het spel is opgenomen in het boek 1001 Video Games You Must Play Before You Die van Tony Mott.